# 마르셀루 자르부스
마르셀루 우쇼아 자르부스(브라질 포르투갈어: Marcelo Uchoa Zarvos, 1969년 ~ )는 브라질의 피아노 연주자, 작곡가이다. 상파울루에서 출생했으며, 10대 때부터 클래식 음악 공부를 시작했다. 그후 버클리 음악 대학에서 음악을 공부한 뒤 재즈와 영화 음악 분야에서 작곡가로 활동중이다. 영화 《아메리칸 울트라》(2015) 등의 음악을 담당했다.

## 참여 작품

### 영화
- 굿 셰퍼드 (2006)
- 내가 숨쉬는 공기 (2007)
- 뉴욕, 아이 러브 유 (2008)
- 챈스 일병의 귀환 (2009)
- 리멤버 미 (2010)
- 아메리칸 울트라 (2015)
- 트레이터 (2016)
- 더 초이스 (2016)
- 펜스 (2016)
- 원더 (2017)
- 다크 워터스 (2019)
- 메이 디셈버 (2023)

### 텔레비전
- 레이 도노반 (2013-20)
- 디 어페어 (2014)